# Mistrovství světa v ledním hokeji 2012 (Divize III)
Mistrovství světa v ledním hokeji 2012 (Divize III) se hrála v Erzurumu v Turecku od 15. do 21. dubna 2012. 

## Účastníci
| Tým           | Kvalifikace                               |
| ------------- | ----------------------------------------- |
| Severní Korea | 6. místo v Divizi II - Skupina A a sestup |
| Irsko         | 6. místo v Divizi II - Skupina B a sestup |
| Turecko       | Pořadatel, 3. místo v Divizi III          |
| Lucembursko   | 4. místo v Divizi III                     |
| Řecko         | 5. místo v Divizi III                     |
| Mongolsko     | 6. místo v Divizi III                     |

## Tabulka
|  | Jeden tým postupující do skupiny B divize II |

| Tým           | Z | V | VP | PP | P | GV | GI | +/- | B  |
| ------------- | - | - | -- | -- | - | -- | -- | --- | -- |
| Turecko       | 5 | 5 | 0  | 0  | 0 | 33 | 7  | +26 | 15 |
| Severní Korea | 5 | 4 | 0  | 0  | 1 | 27 | 8  | +19 | 12 |
| Lucembursko   | 5 | 3 | 0  | 0  | 2 | 20 | 15 | +5  | 9  |
| Irsko         | 5 | 2 | 0  | 0  | 3 | 18 | 24 | −6  | 6  |
| Řecko         | 5 | 1 | 0  | 0  | 4 | 9  | 22 | −13 | 3  |
| Mongolsko     | 5 | 0 | 0  | 0  | 5 | 8  | 39 | −31 | 0  |

| Datum     | Tým           | Výsledek                    | Tým           |
| --------- | ------------- | --------------------------- | ------------- |
| 15.4.2012 | Řecko         | 1:6 (1:1, 0:3, 0:2) Report  | Turecko       |
| 15.4.2012 | Lucembursko   | 7:2 (4:1, 2:0, 1:1) Report  | Irsko         |
| 15.4.2012 | Mongolsko     | 2:12 (1:2, 1:3, 0:7) Report | Severní Korea |
| 16.4.2012 | Irsko         | 5:3 (2:0, 2:1, 1:2) Report  | Řecko         |
| 16.4.2012 | Severní Korea | 4:1 (0:1, 3:0, 1:0) Report  | Lucembursko   |
| 16.4.2012 | Turecko       | 10:0 (4:0, 2:0, 4:0) Report | Mongolsko     |
| 18.4.2012 | Severní Korea | 4:1 (0:0, 2:0, 2:1) Report  | Řecko         |
| 18.4.2012 | Irsko         | 3:5 (0:1, 3:2, 0:2) Report  | Turecko       |
| 18.4.2012 | Mongolsko     | 1:5 (1:4, 0:1, 0:0) Report  | Lucembursko   |
| 19.4.2012 | Turecko       | 4:2 (0:0, 3:2, 1:0) Report  | Severní Korea |
| 19.4.2012 | Lucembursko   | 6:0 (1:0, 4:0, 1:0) Report  | Řecko         |
| 19.4.2012 | Irsko         | 8:4 (2:0, 2:1, 4:3) Report  | Mongolsko     |
| 21.4.2012 | Řecko         | 4:1 (1:0, 1:1, 2:0) Report  | Mongolsko     |
| 21.4.2012 | Turecko       | 8:1 (1:0, 4:0, 3:1) Report  | Lucembursko   |
| 21.4.2012 | Severní Korea | 5:0 (2:0, 0:0, 3:0) Report  | Irsko         |